# NCR3
NCR3 (англ. Natural cytotoxicity triggering receptor 3, NKp30, CD337) — мембранный белок, рецептор. Продукт гена человека NCR3 (LY117). Экспрессирован на естественных киллерах. Рецептор для BAG6 и NCR3LG1.

## Функции
Подобно NCR1 NCR3 является рецептором естественных киллеров (NK), который активируется при взаимодействии с внеклеточными лигандами, включая BAG6 и NCR3LG1. Рецептор NCR3 стимулирует клеточную токсичность против соседних клеток, экспрессирующих эти лиганды. В частности этот рецептор контролирует цитотоксичность естественных киллеров против опухолевых клеток. Связывание рецептора с BAG6 промотирует созревание дендритных клеток за счёт лизиса дендритных клеток, не имеющих фенотип зрелых клеток, и секреции естественными киллерами фактором некроза опухоли (TNF) и интерфероном-гамма (IFNγ), стимулирующих созревание дендритных клеток.

## Локализация
Экспрессирован на всех покоящихся и активированных естественных киллерах, а также низкий уровень экспрессии обнаруживается в селезёнке.

## Структура
Белок состоит из 183 аминокислот, существует в димерной форме. Включает один внеклеточный иммуноглобулино-подобный домен, трансмембранный участок и цитозольный домен. Внеклеточный домен содержит одну дисульфидную связь и 2 N-гликозилированных аспарагина.

## Взаимодействия
Взаимодействует с CD3ζ. Лигандами рецептора являются NCR3LG1 и BAG6.